# Joe Calzaghe vs. Mikkel Kessler
Joe Calzaghe versus Mikkel Kessler var en supermellemvægt-boksning-konkurrence mellem nummer et og to supermellemvægtere i verden, der fandt sted den 3. november 2007. På det tidspunkt var begge kæmpere ubesejret. På linjen var WBO, WBC og WBA World bælterne samt The Ring Magazine mesterskabet. Calzaghe vandt ved en enstemmig afgørelse.

## Kampen
Kampen blev afholdt på Millennium Stadium i Cardiff foran 50.000 tilskuere og blev vist på tv-netværket HBO og Setanta Sports. I de første tre runder var kampen tæt før Kessler havde bedre af den 4. med to separate højre uppercuts, der gjorde at han vandt omgangen. De følgende runder så Calzaghe arbejdeindsats ud til at begynde at tage kontrol, selvom Kessler syntes at have fordel i forhold til magten med en række slag, der lod til rokke Calzaghe yderligere.
Ifølge Compubox havde Calzaghe i slutningen af kampen kastet 1010 slag mod 585 for Kessler, selv om Kessler havde den bedste præcision og den mængde energi, slag, der ramte. Efter kampen omkring mængden af slag kastet, sagde Kessler bagefter: "his punches weren't particularly hard but it was confusing when he hit you 20 times."
I interviewet umiddelbart efter kampen, måtte Kessler indrømme, at Calzaghe havde slået ham med et bestemt kropsslag.
Kampen sluttede med en enstemmig point afgørelse til Calzaghe med dommernes tildeling af konkurencen 117-111, 116-112 og 116-112 (bemærkelsesværdigt, havde den britiske og den danske presses kommentatorere kampen lidt tættere på 115-113, mens de amerikanske kommentatorer på HBO havde kampen en lang 118-110 til Calzaghe).
Beslutningen betød, at Calzaghe havde været i stand til at forene tre bælter i divisionen og fuldt etablere sig som den øverste supermellemvægtbokser i verden.